# Liste der Baudenkmale in Port Chalmers
Die Liste der Baudenkmale in Port Chalmers umfasst alle vom New Zealand Historic Places Trust (NZHPT) als „Historic Place“ oder „Historic Area“ eingestuften Baudenkmale und Flächendenkmale der neuseeländischen Ortschaft Port Chalmers. Die Angaben stammen aus dem Register des NZHPT. Die Bezeichnungen der Baudenkmale orientieren sich an diesem Register. In die Liste werden auch bekannte Wahi Tapu (Area), kulturell und religiös bedeutsame Stätten und Gebiete der Māori, aufgenommen. Sie werden jedoch meist nicht publiziert.

| Bild           | Bezeichnung                                                     | Ort           | Anschrift                                    | Beschreibung                                            | Bauzeit    | Eintrag           | Nummer | Kat. |
| -------------- | --------------------------------------------------------------- | ------------- | -------------------------------------------- | ------------------------------------------------------- | ---------- | ----------------- | ------ | ---- |
| weitere Bilder | Holy Trinity Church                                             | Port Chalmers | 9 Scotia Street Karte                        | anglikanische Kirche                                    | 1871       | 2. Juli 1982      | 2320   | 1    |
| weitere Bilder | Iona Church                                                     | Port Chalmers | 24 Mount Street, Port Chalmers Karte         | Kirche                                                  | 1871–1872  | 21. April 1994    | 7165   | 1    |
| weitere Bilder | Port Chalmers Post Office                                       | Port Chalmers | 19 Beach Street Karte                        | Postamt                                                 | 1877       | 24. November 1983 | 358    | 1    |
| weitere Bilder | Port Chalmers Municipal Building                                | Port Chalmers | 1 Grey Street Karte                          | Verwaltungsgebäude                                      | 1889       | 26. November 1987 | 4373   | 1    |
| weitere Bilder | Chick's Hotel                                                   | Port Chalmers | 2 Mount Street Karte                         | Hotel                                                   | 1878       | 2. Juli 1982      | 2318   | 2    |
| weitere Bilder | Flagstaff (Flaggenmast)                                         | Port Chalmers | Aurora Terrace Karte                         | Flaggenmast                                             | 1910       | 2. Juli 1982      | 2319   | 2    |
| BW             | House                                                           | Port Chalmers | 47 Wickliffe Terrace Karte                   | Wohnhaus                                                | n.a.       | 2. Juli 1982      | 2321   | 2    |
| BW             | House                                                           | Port Chalmers | 29 Currie Street Karte                       | Wohnhaus                                                | 1880 (ca.) | 2. Juli 1982      | 2322   | 2    |
| BW             | House                                                           | Port Chalmers | 31 Currie Street Karte                       | Wohnhaus                                                | 1880 (ca.) | 2. Juli 1982      | 2323   | 2    |
| BW             | House                                                           | Port Chalmers | 26 Stevenson Avenue, Sawyers Bay Karte       | Wohnhaus                                                | n.a.       | 2. Juli 1982      | 2324   | 2    |
| weitere Bilder | National Bank Building                                          | Port Chalmers | 26 George Street Karte                       | Bankfiliale, ehemalige                                  | n.a.       | 2. Juli 1982      | 3182   | 2    |
| weitere Bilder | Bank of New Zealand Building (Former)                           | Port Chalmers | 1 George Street und Grey Street Karte        | Bankfiliale                                             | 1880       | 2. Juli 1982      | 2317   | 2    |
| weitere Bilder | Provincial Hotel                                                | Port Chalmers | 14 George Street Karte                       | Hotel                                                   | 1917       | 2. Juli 1982      | 2326   | 2    |
| weitere Bilder | Port Chalmers Hotel                                             | Port Chalmers | 22 Beach Street Karte                        | Hotel                                                   | 1875       | 2. Juli 1982      | 2327   | 2    |
| weitere Bilder | St Mary's Star of the Sea Church (Cath)                         | Port Chalmers | 34 Magnetic Street Karte                     | Kirche, katholische                                     | n.a.       | 2. Juli 1982      | 2328   | 2    |
| BW             | St Mary's Star of the Sea Presbytery                            | Port Chalmers | Magnetic Street Karte                        | Pfarrei                                                 | n.a.       | 2. Juli 1982      | 3228   | 2    |
| weitere Bilder | Scott Expedition Memorial                                       | Port Chalmers | Blueskin Road Karte                          | Denkmal für die Polarexpedition von Robert Falcon Scott | 1913/1914  | 2. Juli 1982      | 2329   | 2    |
| weitere Bilder | Shop facades next to Bank of New Zealand Building, 19th Century | Port Chalmers | 3-9 George Street Karte                      | Ladenfassade                                            | 1881       | 2. Juli 1982      | 3229   | 2    |
| BW             | Port Chalmers Marine Lodge (Former)                             | Port Chalmers | 29 Wickliffe Terrace und Currie Street Karte | Freimaurerloge                                          | 1863       | 27. Juni 2008     | 7759   | 2    |